# Hirsutipes excisa
Hirsutipes excisa är en fjärilsart som beskrevs av Gustaaf Hulstaert 1924. Hirsutipes excisa ingår i släktet Hirsutipes och familjen nattflyn. Inga underarter finns listade i Catalogue of Life.